# Nuraghe Seruci
Le nuraghe Seruci est un nuraghe daté de l'Âge du bronze final, situé dans la commune de Gonnesa, dans la région de l'Iglesiente, en Sardaigne (Italie).

## Situation
Le nuraghe Seruci est situé dans la province de Sardaigne du Sud, sur une colline d'où il est possible d'observer toute la zone environnante.

## Description
Le nuraghe est du type complexe : il se compose d'une tour centrale entourée de cinq autres tours, dont certaines sont en bon état relatif. Leurs sommets sont effondrés, mais à l'origine ils étaient couronnés de mâchicoulis en pierre.

## Village nuragique

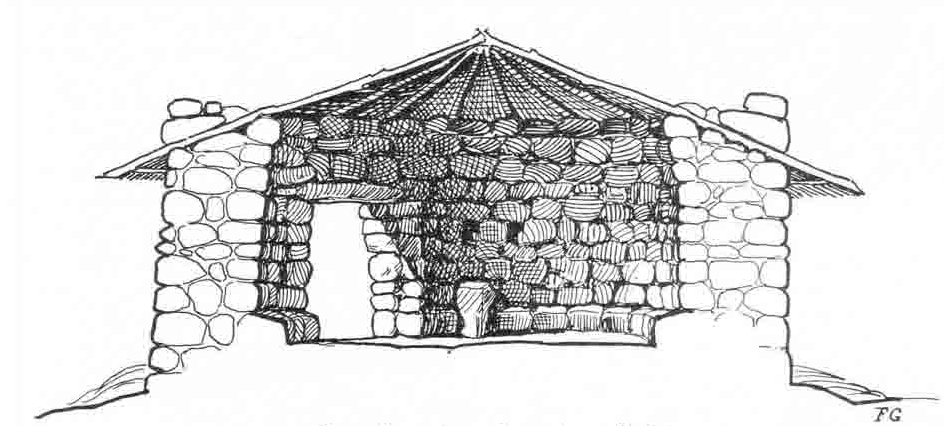
Reconstitution de la cabane A

Le nuraghe est entouré d'un ancien village, un des plus importants de Sardaigne. Il comporte une centaine de huttes groupées en « zones résidentielles », séparées par des rues étroites. Les huttes sont de forme circulaire. Certaines témoignent de l'emploi de méthodes architecturales originales, comme l'utilisation de parois de séparation à l'intérieur et l'ajout d'espaces de vie de forme variable.
Au centre du village se trouve une cabane de grande taille, destinée probablement aux réunions de la communauté.

## Alentours
Près du village et du nuraghe se trouvent au moins trois tombes des géants, édifices mortuaires typiques de la culture nuragique.